# Herb gminy Kijewo Królewskie
Herb gminy Kijewo Królewskie – symbol gminy Kijewo Królewskie, ustanowiony w 1990.

## Wygląd i symbolika
Herb przedstawia na tarczy w polu zielonym postać św. Jana Nepomucena, patrona gminy i Kijewa, w czarno-białych szatach, trzymającego w obu dłoniach krzyż, ze złotą aureolą złożoną z pięciu gwiazd, a pod stopami półksiężyc z kłosów zboża (symbol dostatku i rolniczego charakteru gminy). Całość wieńczy złota korona, nawiązująca do nazwy gminy i wsi.